# Saint-Sixt
Saint-Sixt é uma comuna francesa na região administrativa de Auvérnia-Ródano-Alpes, no departamento da Alta Saboia. Estende-se por uma área de 5.21 km². Em 2010 a comuna tinha 1 058 habitantes (densidade: 203,1 hab./km²).